# Мёрсфельд
Мёрсфельд (нем. Mörsfeld) — община в Германии, в земле Рейнланд-Пфальц. 
Входит в состав района Доннерсберг. Подчиняется управлению Кирхгаймболанден.  Население составляет 524 человека (на 31 декабря 2010 года). Занимает площадь 5,25 км².

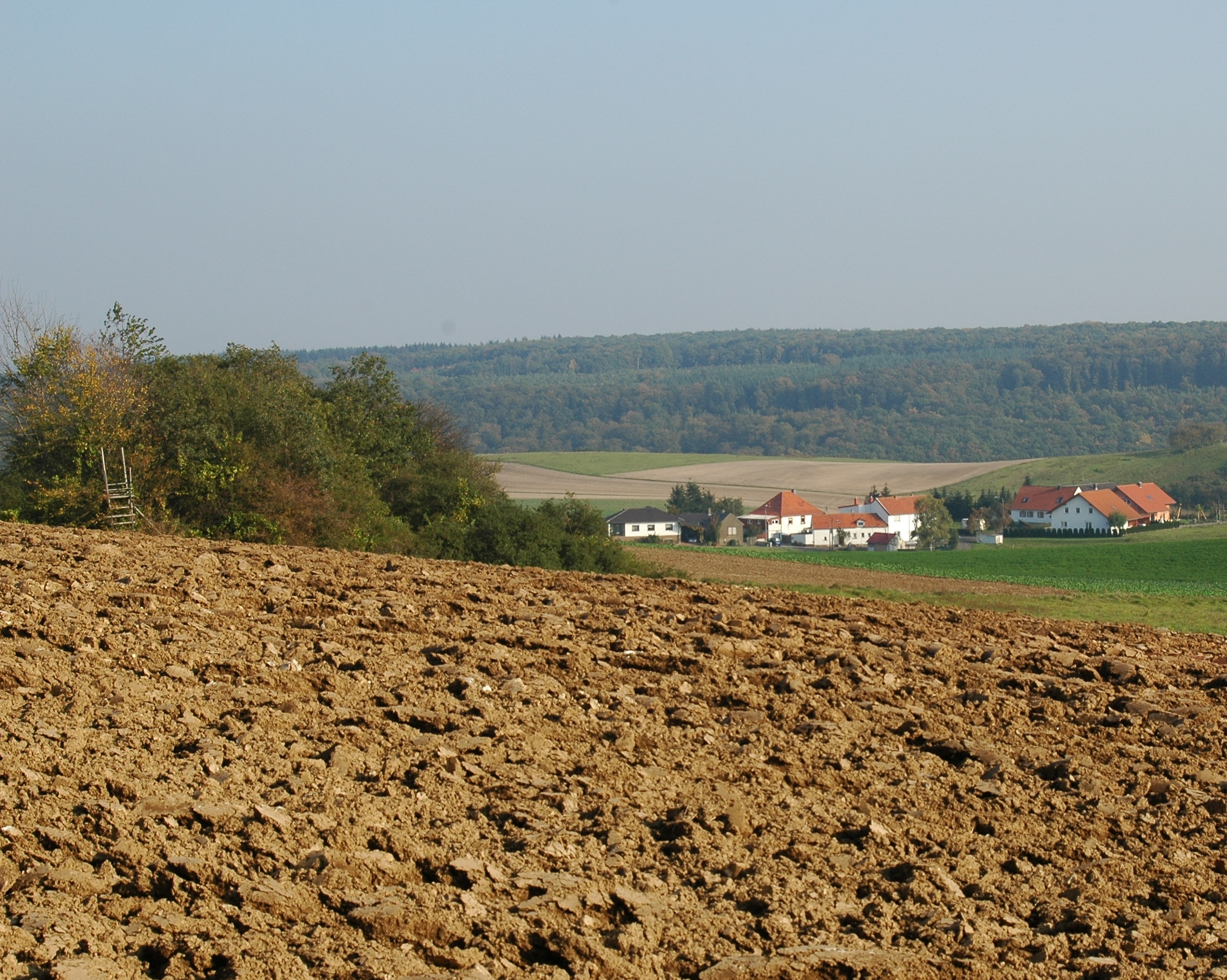
Мёрсфельд